# Lorenzo Alexander
Lorenzo John Alexander (Oakland, Californië, 31 mei 1983) is een Amerikaans voormalig Americanfootballspeler voor de Carolina Panthers, de Baltimore Ravens, de Washington Redskins, de Arizona Cardinals, de Oakland Raiders en de Buffalo Bills in de National Football League. Hij nam twee keer deel aan de Pro Bowl.